# 天守閣自然公園
天守閣自然公園（てんしゅかくしぜんこうえん）は、宮城県仙台市太白区にある公園。

## 概要
オートキャンプ場、庭園、温泉、足湯、食事処を備えた公園である。工芸品やロッジがある「木の家」ゾーンと、秋保石の庭や日帰り温泉、オートキャンプ場がある「天守閣自然公園」ゾーンの2つのエリアから成り立っている。周辺は秋保温泉街が広がる。
園名となっている天守閣自然公園は、園の敷地内に初代秋保摂津守盛義が湯元小屋館を築いたとされている室町戦国時代の館跡があることから名づけられている。館は天守閣があるようなものではなく、防衛基地として使用する出城のようなものだったという。
秋の時期には秋保ナイトミュージアムと題したもみじのライトアップが行われる。

## 施設概要
※入園料が発生する。
- 秋保石の庭・小屋館跡庭
- 日帰り天然温泉 市太郎の湯
- 貸切専用露天風呂 鹿乙の湯
- オートキャンプ場
- そば処
- カフェ

## アクセス
- バス
  - 宮城交通
    - 仙台駅西口バスプール8番「秋保温泉」行き（60分） →「秋保温泉湯元」下車→徒歩20分（1.2km）

  - タケヤ交通
    - 秋保・川崎 仙台西部ライナー「木の家前」下車すぐ
- タクシー
  - 仙台駅より40分（24km）
  - JR仙山線愛子駅より20分（9km）
- 車
  - 東北自動車道仙台南インターチェンジから車で15分（10km）